# Vanna Ranilović
Ivana Ranilović-Vrdoljak (Koprivnica, 1 de septiembre de 1970) es una cantante pop croata conocida por su nombre artístico Vanna. Destaca especialmente por su voz de soprano. En 2001 participó en el Festival de Eurovisión representando a Croacia quedando en décimo lugar. Dos décadas después continúa con su carrera musical siendo una de las cantantes más reconocidas del país. En 2018 actuó en Zagreb con el cantante italiano Andrea Bocelli. 

## Biografía
Nació en Koprivnica, Yugoslavia (actualmente Croacia). De niña ganó varios premios nacionales en festivales de juventud. Debutó oficialmente a los 19 años en 1989 en Zagrebfest, un concurso celebrado en Zagreb . Es también el año en el que abandonó su ciudad natal para vivir y estudiar en Zagreb uniéndose a la banda croata BOA.
En 1992 se lanzó su carrera profesional como cantante. Se unió a una banda Electro Team y se convirtió en una estrella al poco tiempo. Además de cantante fue también coautora y escritora de todas las canciones del grupo ganando importantes premios en Croacia. La canción Tek je 12 sati se convirtió en un éxito.
En 1997, Vanna inició su carrera en solitario y grabó su primer álbum, I sam ja. Ganó por tres años consecutivos el Zadarfest, en 1999, 2000 y 2001.
En el año 2000 ocupó el segundo lugar en Dora, la final nacional croata para el Festival de Eurovisión con una canción escrita por Bruno e Ivana Kovacic Plechinger. Decidió participar de nuevo en 2001 y ganó con la canción de Tonči Huljić, Strune ljubavi representando a Croacia en el Festival de la Canción de Eurovisión 2001, con la canción  Strings of my heart, en inglés quedando en décima posición.
Después de Eurovisión, Vanna publicó un álbum en directo llamado Vanna u Lisinkom y ganó de nuevo en el Zadarfest Vise nisi moj. El regreso de Copenhague no fue fácil explica con la perspectiva de los años. Enfrentarse a la decepción de la gente porque no había ganado y "solo" había llegado a la décima posición. Fueron tiempos difíciles en los que quedó, explica, devastada porque había trabajado muy duro.
Tampoco es partidaria de los concursos de talentos para menores. No se lo aconsejaría a sus hijos, explica. 
En 2011 celebró 20 años de su carrera artística con un concierto especial recuperando las canciones más importantes de su vida con nuevos arreglos.
Entre sus colaboraciones de los últimos años destaca en 2018 la actuación con Andrea Bocelli en el Zagreb Arena a duo "Canto Della Terra".
En 2019 retornó con un nuevo álbum y vídeo musical Kad smo se voljeli "Cuando amamos". También actuó en la Gran Final del Dora 2019 para elegir quién representará a Croacia en el Festival de Eurovisión de ese año y

## Vida personal
Está casada con Vanna Andrija Vrdoljak, hijo del director de cine croata Antun Vrdoljak y tiene un hijo y una hija. Mantiene su residencia en Zagreb.

## Discografía
Con Electro Team
- Electro Team (1992)
- Second to none (1994)
- Ja ti priznajem (1995)
- Anno Domini 1996 (1996)

Como Solista
- I to sam ja (1997)
- Ispod istog neba (1998)
- Vanna remixes (1999)
- 24 sata (2000)
- Vanna u Lisinskom (2001)
- Hrabra kao prije (2003)
- Vanna s prijateljima u Lisiskom (2005)
- Ledeno doba (2007)
- Kad smo se voljeli (2019)
- Loš trenutak (2020)